# Eda center
Eda center je poslovna zgradba v središču Nove Gorice, zgrajena leta 2011. Center je dobil ime po letalu EDA bratov Rusjan (Edvarda in Josipa), ki je prvič poletelo prav v okolici Gorice. Na brata Rusjan opominjata replika letala EDA, ki je izobešena v avli centra, ter ime gostinskega lokala v prvem nadstropju.
Projekt Eda center je prvi poslovni center v goriški regiji, zamišljen kot most med vzhodom in zahodom, ki bi privabljal tudi poslovneže iz Italije. Objekt je po zasnovi večnamenski: predstavlja predvsem poslovno točko, kjer se zbirajo graditelji goriškega gospodarskega prostora, v prvem nadstropju je Restavracija Rusjan, v kletnih etažah pa velik parkirni prostor. Pred stavbo je stopničast javni trg, otroška igrišča, površine za pešce in zelenica z drevoredom. V prostorih Eda centra imata prostore Evropska pravna fakulteta v Novi Gorici ter Center za socialno delo Nova Gorica. Nad prostorno parkirno hišo (425 parkirnih mest) so štiri etaže namenjene trgovskemu delu (caa. 5000 m2), naslednjih osem etaž je namenjenih pisarniškemu delu (caa. 8000 m2), na vrhu pa je 40 nadstandardnih stanovanj. 
Nekaj let po odprtju je investitor pod vodstvom direktorja Radoša Pavloviča zašel v težave, do leta 2014 je bilo denimo prodanih ali oddanih le polovica stanovanj. Lastništvo je zaradi dolgov prešlo na Družbo za upravljanje terjatev bank. Septembra 2017, so bila na dražbi prodana vsa stanovanja in njim pripadajoči parkirni prostori.